# ادن بن باسات
ادن بن باسات (عبری: עדן בן בסט‎؛ زادهٔ ۸ سپتامبر ۱۹۸۶) بازیکن فوتبال اهل اسرائیل است.
از باشگاه‌هایی که در آن بازی کرده‌است می‌توان به باشگاه فوتبال تولوز، باشگاه فوتبال هاپوئل ایرونی کریات‌شمونا، باشگاه فوتبال مکابی حیفا، باشگاه فوتبال استاد برستوا ۲۹، باشگاه فوتبال هاپوئل تل‌آویو و باشگاه فوتبال مکابی تل‌آویو اشاره کرد.
وی همچنین در اسرائیل بازی کرده‌است.